# L'uomo che uccise Liberty Valance
L'uomo che uccise Liberty Valance (The Man Who Shot Liberty Valance) è un film del 1962 diretto da John Ford e interpretato da James Stewart, Lee Marvin e John Wayne, adattamento del racconto The Man Who Shot Liberty Valance della scrittrice statunitense Dorothy M. Johnson pubblicato nel 1949 sulla rivista Cosmopolitan.
Alla sua uscita ottenne una buona accoglienza da parte della critica, anche se alcuni la giudicarono un'opera minore del regista soprattutto per l'utilizzo del bianco e nero e l'assenza dei consueti panorami della Monument Valley, considerati come segni del suo crescente disinteresse nel girare film. Nel corso degli anni è stato rivalutato come uno dei migliori western di Ford e proprio la sua atmosfera opprimente e claustrofobica è stata vista come un riflesso dell'oscurità e del pessimismo di una storia che predilige i personaggi e le loro emozioni all'ambientazione.
Nel 2007 è stato scelto per la conservazione nel National Film Registry della Biblioteca del Congresso degli Stati Uniti, in quanto giudicato "di rilevante significato estetico, culturale e storico", e nel 2012 è entrato nella Film Hall of Fame della Online Film & Television Association.

## Trama
Il senatore Ransom Stoddard torna con la moglie Hallie nella piccola città di frontiera di Shinbone, dove 25 anni prima era incominciata la sua carriera politica. Il motivo è il funerale di Tom Doniphon, sconosciuto agli abitanti, ma all'epoca protagonista di una vicenda che l'uomo comincia a raccontare a un gruppo di cronisti dello Shinbone Star. Il flashback incomincia con l'assalto alla diligenza su cui viaggiava Stoddard da parte dalla banda di Liberty Valance, spietato bandito al servizio di un gruppo di potenti e disonesti allevatori di bestiame che godeva di una sorta di impunità. Ridotto in fin di vita, l'allora giovane e idealista procuratore era stato tratto in salvo proprio da Doniphon e rimesso in sesto grazie alle cure di Hallie, alla quale a quel tempo Tom era sentimentalmente legato.
Con la protezione del rude Tom e del suo aiutante Pompeo, Stoddard cercò quindi di integrarsi nella comunità collaborando allo Shinbone Star dell'editore Dutton Peabody, allestendo una scuola per istruire i cittadini e cercando di riportare la legalità in un West dove l'unica legge era ancora quella del più forte. Ma la costante presenza di Valance e le sue vessazioni misero a dura prova i suoi ideali e le vicende che si susseguirono portarono a un duello ormai inevitabile. Stoddard riuscì inaspettatamente a uccidere il bandito, conquistando il cuore di Hallie e diventando l'eroe dei cittadini di Shinbone che per acclamazione lo candidarono al congresso degli Stati Uniti. Quando il suo avversario lo accusò di dovere la sua celebrità al solo fatto di aver ucciso un uomo, Stoddard si convinse a rinunciare e fu proprio Tom a farlo tornare sui suoi passi e accettare la candidatura: seppure deluso per la perdita della sua innamorata, gli confidò che era stato lui stesso a uccidere Valance, sparandogli da dietro un angolo un attimo prima che lo facesse il bandito.
Il racconto di Stoddard si conclude ma a questo punto il nuovo editore dello Shinbone Star gli comunica che la vera storia non sarà mai pubblicata, perché nel West la leggenda prevarrà sempre sulla realtà dei fatti. Sul treno di ritorno per Washington, dopo aver dato l'ultimo saluto a Tom, il senatore propone a Hallie di tornare a vivere a Shinbone e la donna accetta. Grazie al progresso e al contributo di Stoddard, le terre una volta aride e desolate sono ora diventate un giardino, ma è a quelle terre che il suo cuore apparterrà sempre.

## Analisi
(L'editore dello Shinbone Star spiega a Stoddard perché il suo giornale non pubblicherà la vera storia dell'uccisione di Liberty Valance)
Nel 1962 uscirono L'uomo che uccise Liberty Valance e Sfida nell'Alta Sierra di Sam Peckinpah, due film che affrontavano la fine del vecchio West e che inaugurarono un periodo in cui l'interesse del pubblico per il western incominciò a calare. Nello stesso periodo molti dei maestri del genere (Budd Boetticher, Delmer Daves, André De Toth, Anthony Mann) stavano inoltre per abbandonare la professione e l'età d'oro del western sembrava ormai finita.

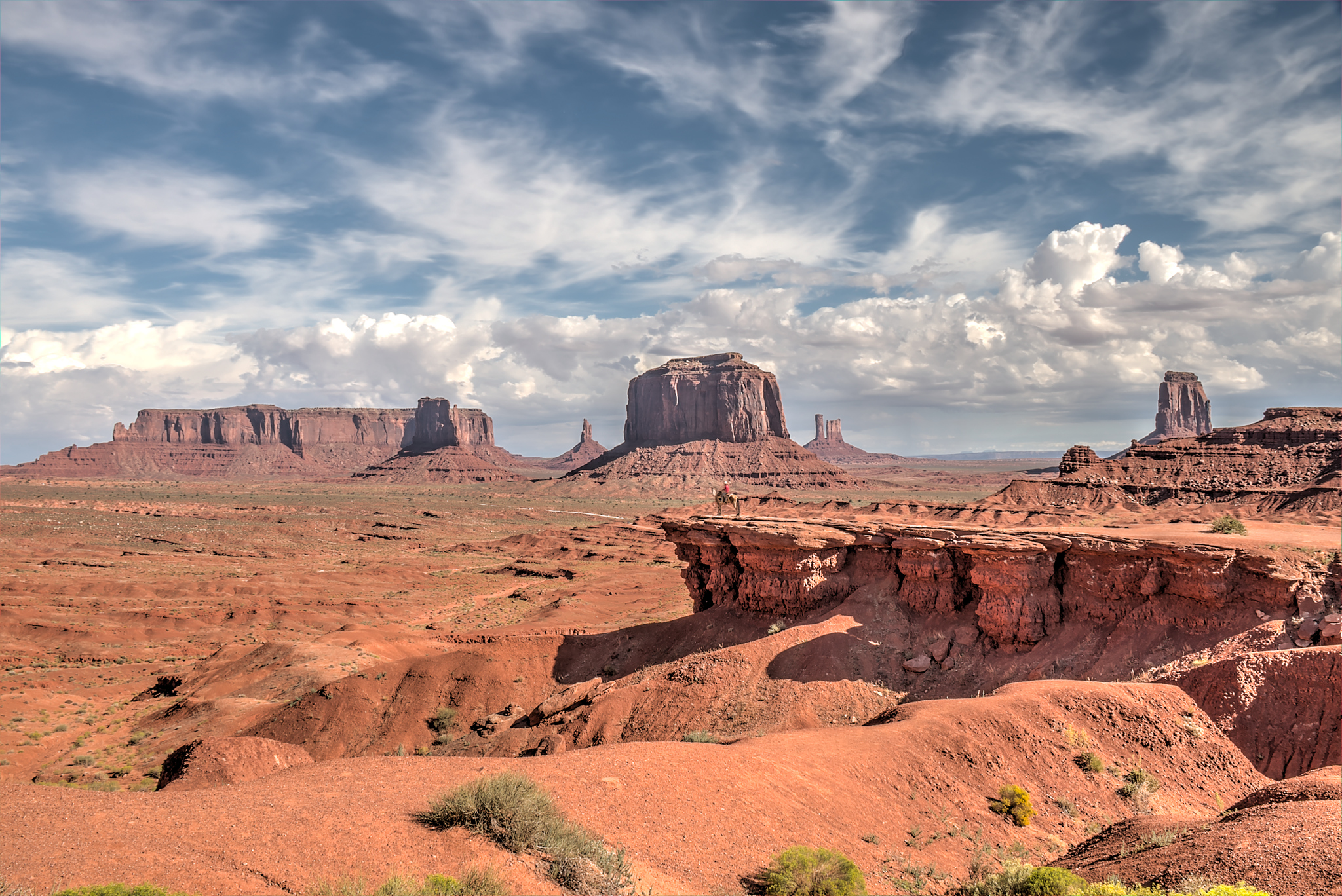
Uno scorcio della Monument Valley

Con il suo tono pessimistico, la struttura della storia in flashback, gli ambienti confinati e la fotografia oscura e inquietante, Liberty Valance è stato visto come un tipico esempio di western noir. I temi sono quelli che avevano interessato John Ford sin dall'inizio della sua carriera: i valori dell'Est contro quelli dell'Ovest, che attraverso il progresso hanno creato una società dove legge e ordine non sono più determinate dalla violenza. Ancora una volta, come in Sfida infernale (1946) e Sentieri selvaggi (1956), troviamo anche la lotta tra individuo e società e tra natura selvaggia e civiltà. Quello che qui manca sono gli eleganti panorami della Monument Valley e il film è insolitamente oscuro e claustrofobico. Rinunciando per la prima volta all'uso ispirato del paesaggio a favore delle riprese in studio e realizzando il suo primo western in bianco e nero dopo Rio Bravo del 1950, Ford offre uno stile visivo che esprime la sua perdita di fiducia nel "sogno americano" e ridimensiona le proporzioni del mito della frontiera.
Quella di Ford è ancora una visione sentimentale e nostalgica della storia americana, ma se sedici anni prima con Sfida infernale aveva esaminato la fine del selvaggio West con un senso di speranza e possibilità, con Liberty Valance il mondo nuovo che sostituisce quello vecchio è rappresentato attraverso il rimpianto e l'oblio. Come scrive Scott Eyman nel saggio Print the Legend: The Life and Times of John Ford, mentre in Sfida infernale e Sentieri selvaggi il regista aveva spinto i suoi personaggi verso un'ascesa finale al mito, in Liberty Valance «inizia con il mito e lo smantella metodicamente sulla strada di una triste ironia».
Secondo l'autore Robert B. Ray, il film rappresenterebbe uno studio critico di uno dei paradigmi più duraturi dell'età d'oro di Hollywood: l'eroe "fuorilegge" (Tom) riluttante a collaborare con l'eroe "ufficiale" (Stoddard) per sconfiggere il nemico comune (Liberty Valance) per l'amore di una donna (Hallie). Ma il risultato in questo caso è più doloroso. Così come altre volte in passato, Ford si concentra sulla necessità di sacrificare la volontà individuale per un bene superiore, in questo caso soprattutto da parte di Tom. L'orgoglio ferito per aver perso la sua donna, il suo status in città e il suo West potrebbe spingerlo a non rivelare la verità a Stoddard su ciò che veramente accaduto, ma non lo fa. Tom ha scelto di perdere tutto in nome del progresso, dove il vecchio eroe deve essere distrutto per far posto al nuovo. Dopo 25 anni tutto è completamente cambiato, tutti hanno ottenuto ciò che pensavano di volere, ma nessuno è felice. Stavolta Ford si chiede se il sacrificio sia davvero giustificato.

## Produzione
Alla fine degli anni cinquanta il mondo di Hollywood stava affrontando un periodo di profondi cambiamenti. Il vecchio studio system viveva i suoi ultimi giorni e per un regista come John Ford era sempre più difficile trovare supporto per i propri progetti. I suoi ultimi film erano considerati troppo sentimentali, vecchio stile e poco sofisticati e il western non sembrava un genere praticabile ancora a lungo. Ciò nonostante, nella primavera del 1961 Ford acquistò per 7 500 dollari i diritti del racconto di Dorothy M. Johnson e propose alla Paramount Pictures di realizzare un adattamento al quale avrebbe contribuito attraverso la John Ford Productions.
La proposta non convinse subito lo studio, ancora alle prese con le perdite subite con I due volti della vendetta diretto da Marlon Brando e poco propensa a rischiare con un altro western, ma alla fine fu trovato un accordo a una condizione: la presenza di John Wayne, che aveva appena firmato un contratto con lo studio e stava per incominciare le riprese de I comanceros con Michael Curtiz. Il 10 aprile 1961 il progetto fu annunciato alla stampa, anche se per il via libera definitivo ci vollero quasi sei mesi durante i quali Ford poté dirigere il segmento sulla guerra di secessione di La conquista del West.

### Sceneggiatura
Nello stesso periodo il regista rinnovò la sua collaborazione con James Warner Bellah e Willis Goldbeck, già autori un anno prima de I dannati e gli eroi, che si occuparono sia della produzione sia della sceneggiatura. Al racconto originale vennero apportati alcuni cambiamenti che conferirono alla storia una maggiore risonanza sociale e politica. Oltre alla trasformazione di Liberty Valance in un bandito al soldo dei grandi allevatori, furono infatti aggiunti i personaggi di Pompeo, il "braccio destro" afroamericano di Tom, e di Dutton Peabody, l'editore che usa citare Shakespeare e che rischia la vita per difendere il primo emendamento. Altri importanti cambiamenti riguardarono la figura di Tom Doniphon (Bert Barricune nel racconto), che nel film perse il carattere di vero e proprio mentore nei confronti di Stoddard, e l'aggiunta della rivelazione finale da parte dello stesso Stoddard sul vero "uomo che uccise Liberty Valance" (e della conseguente famosa battuta pronunciata dall'editore Maxwell Scott).

### Cast

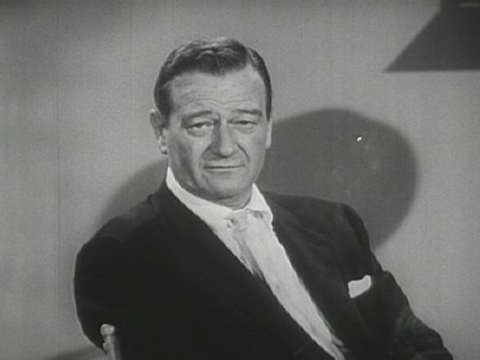
John Wayne nel 1961

Attore prediletto da John Ford sin da Ombre rosse del 1939, John Wayne non riuscì subito a capire il suo personaggio che a differenza degli altri vide come semplicemente funzionale alla trama. «Me ne dovevo solo andare in giro mentre Jimmy Stewart e Lee Marvin avevano tutte le scene migliori», ha dichiarato in seguito, «ero quasi un fondale scenico, facevo poco per la storia tranne essere colui che spara a Valance e mantiene il segreto, così che i cittadini pensino sia stato Jimmy. Non mi dispiaceva interpretare un ruolo di secondo piano, ma non avevo nulla da fare». Quando qualcuno gli fece notare che in realtà Tom era caratterizzato da una profonda ambiguità, l'attore si infuriò: «Me ne frego dell'ambiguità. La perversione e la corruzione sono mascherate dall'ambiguità. Non mi piace l'ambiguità. Non mi fido dell'ambiguità». Lo stesso Ford ha detto nel 1978 al regista Peter Bogdanovich: «In effetti Wayne recitò la parte del protagonista. Jimmy Stewart aveva la maggior parte delle scene ma era Wayne il personaggio centrale, la ragione di tutto quanto».

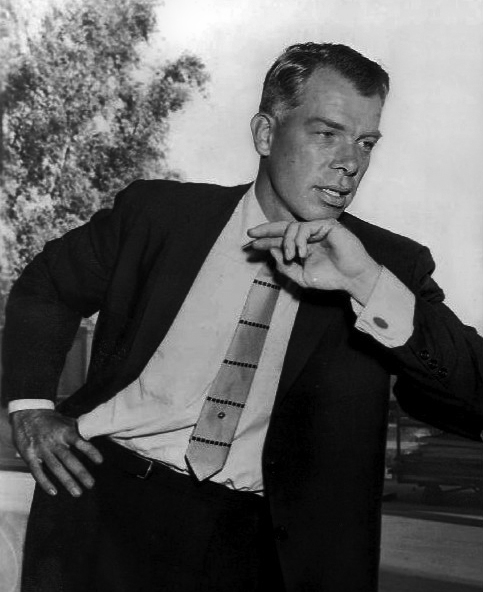
Lee Marvin nel 1959

James Stewart, che aveva già lavorato con John Ford nel 1961 in Cavalcarono insieme, accettò subito di interpretare il ruolo dell'eroe idealista Ransom Stoddard anche se in quella prima occasione il rapporto tra i due non era stato dei migliori. Per la parte di Liberty Valance fu John Wayne a suggerire Lee Marvin, dopo averlo notato ne I comanceros che aveva diretto (non accreditato) con Michael Curtiz. «Duke mi disse "Penso che ci sia una grande parte per te in L'uomo che uccise Liberty Valance"», ha dichiarato in seguito Marvin, «e io gli chiesi: "Quale parte sarebbe?", "Liberty Valance" rispose. Gli chiesi: "Chi è l'uomo che lo uccide?" e lui rispose "Io". Gli dissi "Duke, se qualcuno deve farlo non riesco a pensare a nessun altro da cui vorrei essere ucciso"».
Per il resto del cast John Ford ricorse a numerosi attori con i quali aveva già lavorato in passato, tra cui Woody Strode (Pompeo), che in seguito lo ha definito «il più grande regista per cui abbia mai lavorato», Vera Miles (Hallie), John Qualen (Peter), Andy Devine (lo sceriffo Link Appleyard), John Carradine (Cassius Starbuckle), Denver Pyle e O.Z. Whitehead. Gli ultimi due interpretarono Amos e Herbert Carruthers, rispettivamente padre e figlio, anche se in realtà Pyle era più giovane di 9 anni.

### Riprese
(John Ford)
Il film fu girato dal 5 settembre al 7 novembre 1961 negli studi della Paramount, anche se alcune fonti riportano che le scene ambientate nel ranch che Tom sta costruendo vennero filmate al Janss Conejo Ranch di Thousand Oaks in California. Esistono versioni diverse sulle motivazioni che portarono alla decisione di girare in bianco e nero, una scelta che secondo la maggior parte dei critici contribuì comunque a far accettare Stewart e Wayne come personaggi più giovani della loro vera età, in particolare il cinquantaquattrenne Stewart che nel lungo flashback si trovò a interpretare un procuratore appena uscito dalla scuola di legge.

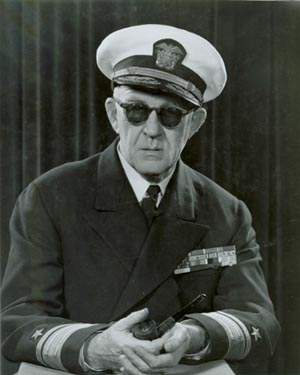
John Ford negli anni cinquanta

Secondo alcune fonti la decisione di rinunciare al colore (e alla Monument Valley) fu presa da John Ford, una scelta che puntava su uno studio più intimo e intenso dei personaggi. La Paramount avrebbe voluto girarlo a colori ma il regista si mostrò irremovibile, insistendo soprattutto sul fatto che in quel modo la scena del duello tra Stoddard e Liberty Valance non sarebbe stata abbastanza credibile. In un'intervista televisiva del 1986, Lee Marvin ha confermato che il progetto era stato concepito da Ford in bianco e nero e nel saggio Ride, Boldly Ride sull'evoluzione del western americano, Mary Lea Bandy e Kevin Stoehr sostengono che le decisioni sulla fotografia e l'ambientazione furono dovute al fatto che il regista intendeva concentrarsi esclusivamente sulla tragedia e i suoi personaggi, così che «i protagonisti non potessero fuggire nelle profondità del paesaggio». Secondo quanto dichiarato dal direttore della fotografia William H. Clothier fu invece lo studio che costrinse Ford a ridurre i suoi soliti metodi di produzione, non potendogli garantire il finanziamento di cui aveva bisogno per girare nei suoi scenari preferiti: «La Paramount stava tagliando i costi, altrimenti saremmo stati alla Monument Valley o a Brackettville e avremmo girato a colori. Ford doveva accettare questi termini se voleva realizzare il film. Li accettò, ma quando arrivò il momento di iniziare aveva già perso interesse. Era di umore pessimo, creò tensione tra gli attori sul set e trattò Duke peggio di quanto avesse mai fatto».
Il fatto che una volta incominciate le riprese Ford fosse diventato particolarmente brutale nei confronti dell'attore con cui aveva condiviso una carriera di successi è stato riportato da altre testimonianze. Secondo Lee Van Cleef (che interpreta uno dei due sgherri di Valance) il motivo risiedeva nel fatto che la Paramount aveva sostenuto il film solo una volta garantita la presenza di Wayne: «Ford fu un vero bastardo con Wayne... Lo maltrattava, imprecava contro di lui e lo definiva un "dannato attore schifoso"... Non voleva che Duke pensasse che gli stesse facendo qualche favore». Il comportamento di Ford è stato confermato anche da Lee Marvin, che al suo primo giorno sul set fu chiamato dal regista che gli disse: «Hai appena fatto un film con John Wayne (I comanceros, ndr), Wayne ha fatto un po' di regia nel film, giusto? Beh, qui non accadrà. Duke non farà nulla in questo film se non glielo dico io».

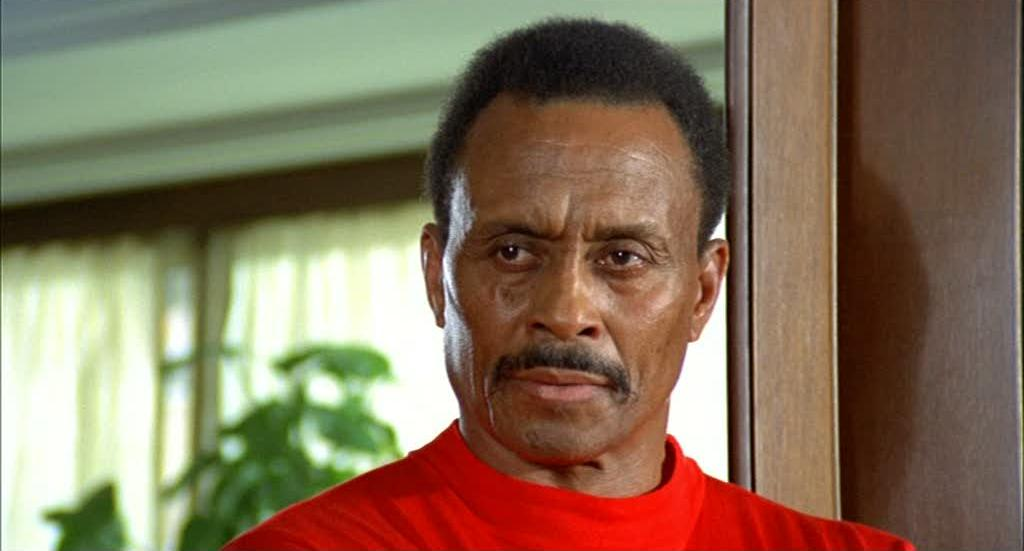
Woody Strode negli anni settanta

Ford tendeva spesso a denigrare l'attore di fronte a tutta la troupe per i suoi scarsi trascorsi sportivi e militari, mettendolo a un livello inferiore soprattutto rispetto a Woody Strode, ex giocatore di football americano e distintosi durante la seconda guerra mondiale. Strode ha scritto nella sua autobiografia di quanto rimase sorpreso dal fatto che Wayne fosse così remissivo nei confronti del regista: «A volte urlava "Duke!", e qualunque cosa John Wayne stesse facendo si fermava e arrivava di corsa». La scena in cui Pompeo aiuta Tom ubriaco a sostenersi sul calesse arrivò quasi a innescare una rissa tra i due. Wayne non era in grado di controllare i cavalli e quando Strode cercò di aiutarlo gli lanciò un pugno che lo mancò per poco. «Sono saltato giù ed ero pronto a prenderlo a calci», ha ricordato Strode che fu fermato da Ford, costretto a interrompere le riprese fino a quando gli animi furono raffreddati.
Nel 1969 James Stewart raccontò che durante le riprese John Wayne gli chiese perché non fosse mai bersaglio delle osservazioni velenose e degli abusi che John Ford non risparmiava a lui stesso. Verso la fine della lavorazione, Ford chiese a Stewart cosa ne pensasse del costume indossato da Woody Strode nella scena del funerale di Tom. Stewart disse: «Mi ricorda un po' Uncle Remus» al che Ford chiese l'attenzione dei presenti e annunciò: «A uno dei nostri attori non piace il costume di Woody... Ora, non so se il signor Stewart abbia qualche pregiudizio, non so se sia un "anti-negro", ma volevo che tutti voi lo sapeste». Stewart disse che in quel momento avrebbe voluto «strisciare dentro una buca» ma Wayne gli disse: «Bene, benvenuto nel club. Sono contento che tu ce l'abbia fatta».
Anche se l'attore Edmond O'Brien ha dichiarato che a tutte le persone coinvolte sembrava piacere lavorare al film, regista incluso («Non ho mai visto John Ford più felice di quanto non lo fosse nel fare questo film, arrivava sul set col sorriso ogni mattina e con lui non era usuale»), secondo il nipote Dan Ford in molti notarono la sua mancanza di energia e il suo disprezzo per dettagli come gli effetti di fondo. Nel suo libro About John Ford del 1981, il regista inglese Lindsay Anderson ha confermato questa sensazione: «Non c'è dubbio che fosse un altro esempio della crescente intolleranza di Ford nei confronti del lavoro di ripresa: non lo trovava più "divertente". Lo irritavano le esigenze narrative, lo spettacolo da offrire alla folla, le trappole dell'"arte"». In altri casi Anderson ha interpretato in modo diverso il presunto atteggiamento di Ford in particolare per quanto riguarda l'illuminazione del film, a volte solo pratica e inespressiva: «Una ripresa della rosa di cactus che Tom ha comprato per Hallie e che Pompeo ha piantato per lei sembra qualcosa di girato in fretta, negli ultimi dieci minuti di una lunga giornata, e la rapina che introduce Liberty Valance ha l'artificialità di una scena da "B-movie". Eppure... questa mancanza di raffinatezza visiva ha un risultato artistico che non è solo negativo... Il film si sviluppa con la semplicità e la concretezza di una ballata, l'obiettività e il senso storico di un'epopea».

## Distribuzione
La première si tenne l'11 aprile 1962 e il film fu distribuito nelle sale dalla settimana successiva. Per la campagna promozionale la produzione ricorse a una strategia simile a quella che la Warner Bros. avrebbe usato nel 1976 con Robert Redford e Dustin Hoffman per Tutti gli uomini del presidente: nelle locandine venne posto per primo il nome di Stewart, nei crediti del film e sulle insegne dei cinema quello di Wayne.
A vent'anni dalla sua uscita è stato proiettato alla 32ª edizione del Festival di Berlino in una sezione speciale dedicata a James Stewart, premiato in quell'occasione con l'Orso d'oro alla carriera.

### Date di uscita

Una scena del film

- Stati Uniti d'America (The Man Who Shot Liberty Valance) – 11 aprile 1962
- Regno Unito (The Man Who Shot Liberty Valance) – 28 maggio 1962
- Irlanda (The Man Who Shot Liberty Valance) – 8 giugno 1962
- Giappone (Ribati baransu wo utta otoko) – 7 agosto 1962
- Italia (L'uomo che uccise Liberty Valance) – 12 settembre 1962
- Finlandia (Mies joka ampui Liberty Valancen) – 14 settembre 1962
- Germania Ovest (Der Mann der Liberty Valance erschoss) – 21 settembre 1962
- Argentina (Un tiro en la noche) – 27 settembre 1962
- Svezia (Mannen som sköt Liberty Valance) – 28 settembre 1962
- Francia (L'Homme qui tua Liberty Valance) – 3 ottobre 1962
- Sudafrica (The Man Who Shot Liberty Valance) – 26 ottobre 1962
- Spagna (El hombre que mató a Liberty Valance) – 5 novembre 1962
- Portogallo (O Homem Que Matou Liberty Valance) – 28 novembre 1962
- Danimarca (Manden der skød Liberty Valance) – 8 febbraio 1963
- Messico (Un tiro en la noche) – 28 marzo 1963
- Turchia (Kahramanin Sonu) – 4 febbraio 1966

### Home Video
Il film è stato distribuito dalla Paramount in DVD il 5 giugno 2001 e in Blu-ray il 13 ottobre 2015. Tra le numerose riedizioni da citare quella uscita in DVD nel 2009 per il centenario dello studio, con alcuni extra tra cui il commento del regista Peter Bogdanovich e il documentario The Size of Legends, the Soul of Myth.

## Accoglienza

### Incassi
A fronte di un budget di 3,2 milioni di dollari, piuttosto alto per un western in bianco e nero girato in studio, il film si rivelò un modesto successo al botteghino negli Stati Uniti dove incassò 8 milioni di dollari.

### Critica
Il sito Rotten Tomatoes riporta il 93% di recensioni professionali con giudizio positivo e il seguente consenso critico: «Con un trio di protagonisti classici e una storia sontuosa catturata da un regista all'apice della sua arte, L'uomo che uccise Liberty Valance è uno dei migliori western mai girati». Il sito Metacritic assegna al film un punteggio di 94 su 100 basato su 10 recensioni, indicando un "plauso universale".

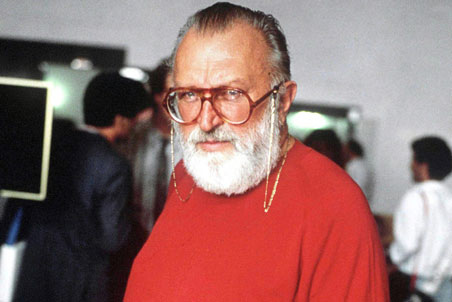
L'uomo che uccise Liberty Valance era il film di John Ford preferito da Sergio Leone perché era l'unico in cui era convinto che il regista avesse «imparato una cosa chiamata pessimismo».

Alla sua uscita il film ottenne buone recensioni anche se non mancarono le critiche, legate soprattutto all'assenza della bellezza pittorica della Monument Valley, alla presenza di attori ritenuti troppo "vecchi" per i rispettivi ruoli e al tono pessimistico della storia. La rivista Variety lo definì «piacevole ed emotivamente coinvolgente», sottolineando però che «non riesce a mantenere il potenziale insito nella storia... John Ford e gli sceneggiatori sono partiti da una premessa estremamente semplice e di grande impatto, l'hanno sviluppata abilmente fino a un naturale punto di conclusione e poi l'hanno buttata via, distruggendo la semplicità e l'intimità per le quali si erano tanto sforzati». Il Motion Picture Herald affermò che Ford aveva «sfruttato a pieno vantaggio i suoi straordinari talenti» e il New York Times parlò di «una storia fondamentalmente onesta, aspra e matura privata di un bel po' di effetto da un anticlimax ovvio, troppo lungo e verboso».
The Hollywood Reporter lo accolse come il miglior film di John Ford da anni, anche se a differenza della tecnica del flashback «la narrazione diretta avrebbe potuto evidenziare meglio l'ironia finale dei protagonisti e della storia». Il Washington Post lo definì «una tranquilla storia che vanta ottime interpretazioni» mentre più critico fu Brendan Gill, che su The New Yorker lo giudicò una "parodia" dei migliori film di Ford. Il critico Bosley Crowther lo definì un esempio della "stanchezza" di Hollywood, mentre secondo John L. Scott del Los Angeles Times, esclusi «alcuni lunghi passaggi lenti nel suo racconto, per la maggior parte ci sono i vecchi e affidabili tocchi di Ford».
Anche le critiche da oltreoceano furono generalmente positive. The Observer lo trovò «inondato dal talento e dall'affetto di Ford» e il Times scrisse che «la sua violenza ha un disinvolto humor». In Italia il quotidiano La Stampa definì il film di Ford "corale e affettuoso" come molti altri della sua carriera: «I più giovani degli spettatori troveranno che la mano del regista tradisce a volte la stanchezza... ma i meno giovani si accorgeranno che è una vera antologia di situazioni e di tipi "fordiani". Per costoro il divertimento sarà ancora abbastanza schietto da perdonare a Ford se guarda all'epopea americana con l'occhio velato dalla nostalgia, dalla commozione e anche dalla retorica».
In occasione delle varie edizioni home video il film è stato rivalutato dalla critica che spesso lo ha giudicato uno dei migliori di John Ford. Secondo Marjorie Baumgarten del settimanale The Austin Chronicle, il regista «affronta la complessità dell'eroismo in modo poetico», mentre James Berardinelli del sito ReelViews lo ha definito «uno dei migliori western che Hollywood abbia mai prodotto» e il film che insieme a Sentieri selvaggi «rappresenta John Ford nel modo più completo». Richard Brody lo ha definito su The New Yorker «il più romantico dei western e il più grande film politico americano» e Dave Kehr del Chicago Reader «un grande film ricco di meditazione e sentimento, composto da ritmi che vanno dall'elegiaco allo spontaneo», mentre il critico Roger Ebert ha scritto che John Ford «dispone i suoi personaggi all'interno della cornice per riflettere le dinamiche del potere, talvolta per suggerire che un equilibrio sta cambiando. I suoi magnifici paesaggi western sono sempre lì ma come ambiente, non come diario di viaggio. È girato principalmente sul set, ma non ce ne accorgiamo granché».

## Riconoscimenti
- 1963 – Premio Oscar

Candidatura per i migliori costumi a Edith Head
- 1963 – Laurel Awards

Migliore interpretazione in un film d'azione a John Wayne
Candidatura per il miglior dramma d'azione
Candidatura per la migliore interpretazione in un film d'azione a Lee Marvin
- 1963 – Western Heritage Awards

Mandriano di bronzo per il miglior film

### AFI 100 Years... series
Il film è stato candidato dall'American Film Institute nelle seguenti categorie, sempre senza riuscire a entrare nelle classifiche finali:
- 2003 – AFI's 100 Years... 100 Heroes and Villains – Tom Doniphon
- 2005 – AFI's 100 Years... 100 Movie Quotes – «This is the West, sir. When the legend becomes fact, print the legend»[3][49]
- 2008 – AFI's Western Top 10

## Colonna sonora
Come ha scritto nel 2007 Kathryn M. Kalinak nel saggio How the West Was Sung, una delle funzioni più importanti della colonna sonora fu quella di «dare una certa verosimiglianza al ritratto storico del West». Dal momento che le iconiche viste della Monument Valley furono sostituite da immagini girate in studio, le musiche del compositore britannico Cyril J. Mockridge contribuirono a rappresentare la visione del passato del film.
Per alcune sequenze venne utilizzato il brano Ann Rutledge Theme di Alfred Newman, già presente in Alba di gloria del 1939, che secondo l'autrice «completa la fallita relazione amorosa tra Hallie e Tom Doniphon, il crescente amore tra Hallie e Stoddard e la perdita traumatica vissuta da Hallie nella sua scelta tra l'uno e l'altro», nessuna delle quali è chiaramente articolata dai dialoghi. Così come in Rio Bravo del 1950, la musica rivela emozioni che i personaggi non riescono a esprimere e Ann Rutledge's Theme funziona «come espressione del desiderio represso, portando alla superficie del film ciò che è a malapena realizzato dalle immagini».
La canzone (The Man Who Shot) Liberty Valance, portata al successo nel 1962 da Gene Pitney, venne scritta da Burt Bacharach e Hal David per il film ma alla fine fu deciso di escluderla dalla colonna sonora.
Le musiche del film registrate nel gennaio 1962 sono state pubblicate dall'etichetta Kritzerland nel 2014 in edizione limitata di 1000 copie, insieme a quelle di I tre della Croce del Sud del 1963.

### Tracce
- Da L'uomo che uccise Liberty Valance

1. Main Title – 1:39
2. Cactus Rose – 1:31
3. Sad Reunion / Overland Stage – 5:08
4. Sweet Genevieve / Saloon Music – 1:40
5. Music of the Bars – 1:40
6. A Shapely Student * / A Rose for Hallie * (A. Newman) – 1:29
7. Whiskey Bottle / Tom's Adios – 1:13
8. The Pen and the Sword ** (A. Newman) – 2:05
9. After Election - Part 1 & 2 / Peabody's Shadow – 1:28
10. Carmela / Jarabe tapatío / Shinbone Saloon – 3:10
11. Tears and Tenderness ** (A. Newman) – 1:48
12. Longhorne Brass Band / Longhorne Bugle Band – 2:56
13. Longhorne Is Nominated / Stoddard Is Nominated – 1:45
14. Tom Shot Liberty – 1:06
15. The Last of Tom – 0:25
16. Cactus Rose Again * / Finale ** (A. Newman) – 1:30

- Tracce bonus

1. Mexican Celebration / Saloon Piano Sweetener – 1:17
2. Utility Drum Track – 1:01

* Consiste in Ann Rutledge Theme dal film Alba di gloria

** Include Ann Rutledge Theme dal film Alba di gloria